# Топорищев, Геннадий Александрович
Геннадий Александрович Топорищев (1924—1993) — советский инженер-металлург и педагог, специалист в области высокотемпературной физической химии, доктор технических наук, профессор. Лауреат Государственной премии СССР. Заслуженный металлург РСФСР. Участник Великой Отечественной войны.

## Биография
Родился 3 января 1924 года в селе Среднее Нолинского уезда Вятской губернии (ныне — село Верхошижемского района Кировской области).
С 1941 по 1942 годы работал на Кировградском заводе твердых сплавов.
С 1942 года призван в ряды РККА, участник Великой Отечественной войны, воевал в составе 3-го Украинского фронта и 1-го Белорусского фронта — командир роты 216-го гвардейского стрелкового полка 79-й гвардейской стрелковой дивизии, 8-й гвардейской армии, в 1944 году был тяжело ранен в бою и был признан ограниченно годным к военной службе. С 1944 года старший лейтенант — старший инструктор Всевобуча Новоторжского объединённого горвоенкомата. В 1946 году демобилизован из рядов Советской армии. За участие в войне был награждён Орденом Красной Звезды и Медалью «За отвагу».
С 1957 по 1952 годы обучался в Уральском политехническом институте, по окончании института получив специальность «инженер-металлург». С 1952 по 1955 годы обучался в аспирантуре при Уральском политехническом институте. С 1955 года на педагогической работе — доцент и профессор кафедры «Теория металлургических процессов» УПИ имени С. М. Кирова, основные научные работы Г. А. Топорищева были посвящены вопросам электрохимической кинетики взаимодействия металла со шлаком, он автор более 200 трудов, под его руководством было подготовлено около 30 докторов и кандидатов наук.
В 1955 году защитил диссертацию на соискание учёной степени кандидата технических наук по теме: «Исследование электролиза и поляризации марганцевых руд», в 1969 году — докторскую диссертацию на тему: «Исследование кинетики взаимодействия металлов и угля с оксидными расплавами электрохимическими методами». В 1971 году Г. А. Топорищеву было присвоено звание профессора.
В 1982 году «за цикл работ „Исследование строения, свойств и взаимодействия металлургических расплавов“ (1957—1980)» Г. А. Топорищев был удостоен Государственной премии СССР.
Умер 29 августа 1993 года в Екатеринбурге. Похоронен на Широкореченском кладбище.

## Награды
- Орден Отечественной войны II степени (06.04.1985[8])
- Орден Красной Звезды (06.08.1946[3])
- Медаль «За отвагу» (30.05.1951[4])
- Медаль «За победу над Германией в Великой Отечественной войне 1941—1945 гг.» (05.09.1945[9])

### Премии
- Государственная премия СССР (1982[7])

### Звание
- Заслуженный металлург РСФСР (1989[10])